# Conus miamiensis
Espèce
Conus mauryi est une espèce fossile de mollusques gastéropodes marins de la famille des Conidae.

## Description
La coquille atteint une longueur de 32 mm.

## Distribution
Cette espèce fossile est connue du Plio-Pléistocène de la Floride.

## Taxonomie

### Publication originale
L'espèce Conus miamiensis a été décrite pour la première fois en 1986 par le malacologiste américain Edward James Petuch (d),.